# Софрино (станция)
Со́фрино — узловая железнодорожная станция Ярославского направления Московской железной дороги на территории одноимённого посёлка в Пушкинском городском округе Московской области. Входит в Московско-Курский центр организации работы железнодорожных станций ДЦС-1 Московской дирекции управления движением. По основному характеру работы является грузовой, по объёму работы отнесена ко 2 классу.

## Краткая история
Станция была открыта в 1862 году вместе с пуском железнодорожного сообщения между Москвой и Сергиевым Посадом. Вначале платформу и вокзал построили из дерева. В 1910 году деревянное здание сменило каменное (кирпичное) строение, в ряде источников приписываемое тогда молодому архитектору А. В. Щусеву (1873—1949), указывается, что оно было его дипломной работой. На самом деле дипломным проектом Щусева была «Барская усадьба».
Электрифицирована в 1931 году постоянным током 1500 В, временно демонтирован контактный провод в 1941—42 годах, в 1956 году переведена на напряжение 3000 В.

## Описание
На станции 10 путей, имеется три не оборудованные турникетами пассажирские платформы: одна островная, две боковые, между которыми пролегает четыре железнодорожных полотна. На ответвлении в Красноармейск также находится парк К, состоящий из 4 путей. Осенью 2012 года боковая платформа на Москву, расположенная на магистральном направлении, была признана аварийной, посадка и высадка пассажиров всех электропоездов, кроме следующих из Красноармейска, стала осуществляться на островной платформе.
В северной части станции, на расстоянии около 1 км от пассажирских платформ находится техническая платформа Софрино II, которая в настоящее время используется для отстоя поездов, следующих до станции Софрино, и очень редко для посадки и высадки пассажиров, также в 1 километре от станции в сторону Красноармейска находится парк (станция) Софрино-Товарная, представляющая собой четыре пути три из которых электрифицированы. По станции выполняются только маневровые работы и осуществляется отстой товарных составов и иногда электропоездов Москва — Софрино. От станции отходит тупиковое однопутное ответвление до станции Красноармейск с прямым движением пригородных поездов из Москвы.
Станция является конечной для 8 пар пригородных поездов в сутки. На станции останавливаются все без исключения пригородные поезда и экспрессы.

## Галерея

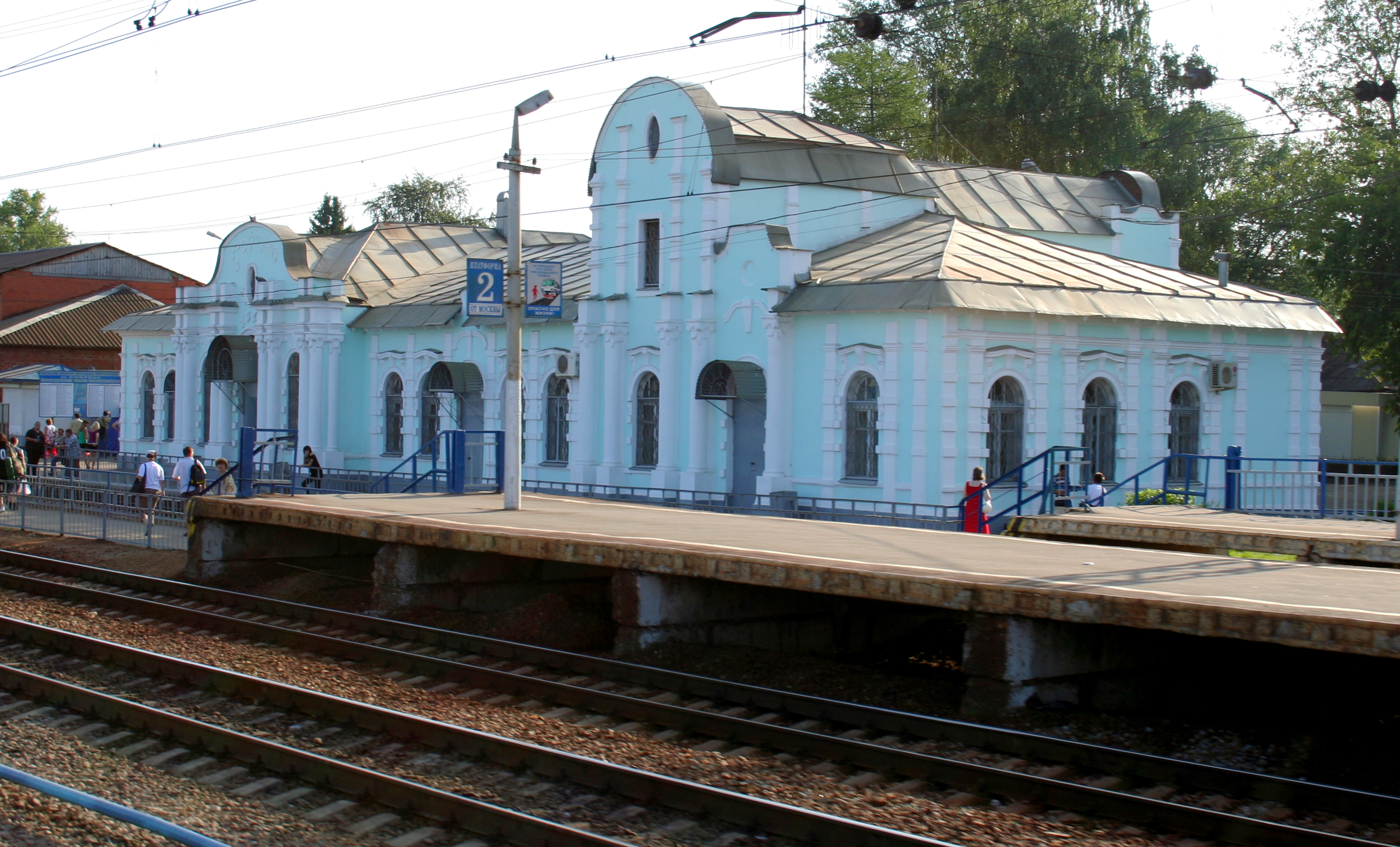
Вокзал станции Софрино | Объект культурного наследия народов РФ регионального значения (Московская область) | Объект культурного наследия России регионального значения рег. № 501410860900005 (ЕГРОКН) объект № 5000002499 (БД Викигида) |
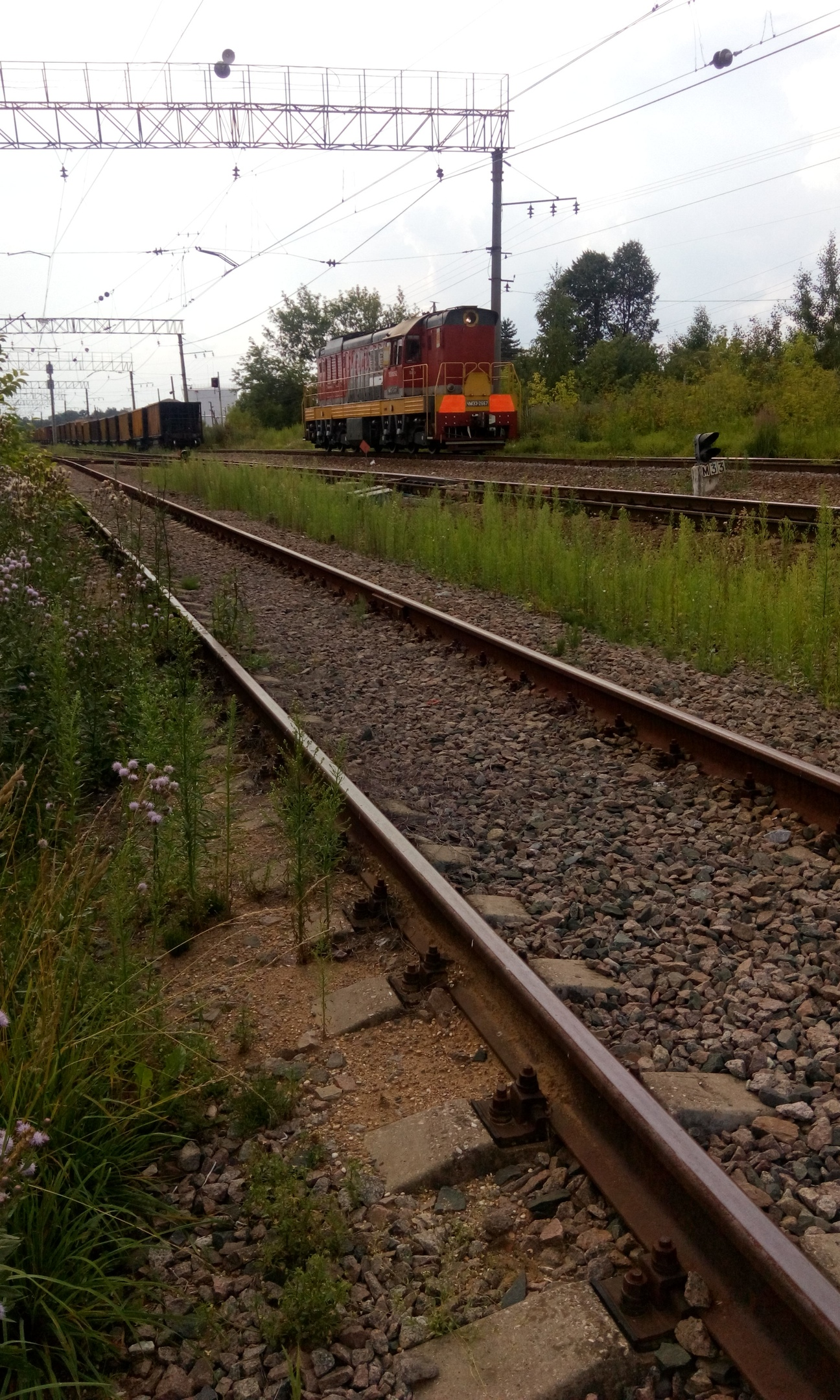
Тепловоз ЧМ3 2667 на станции Софрино-Товарная
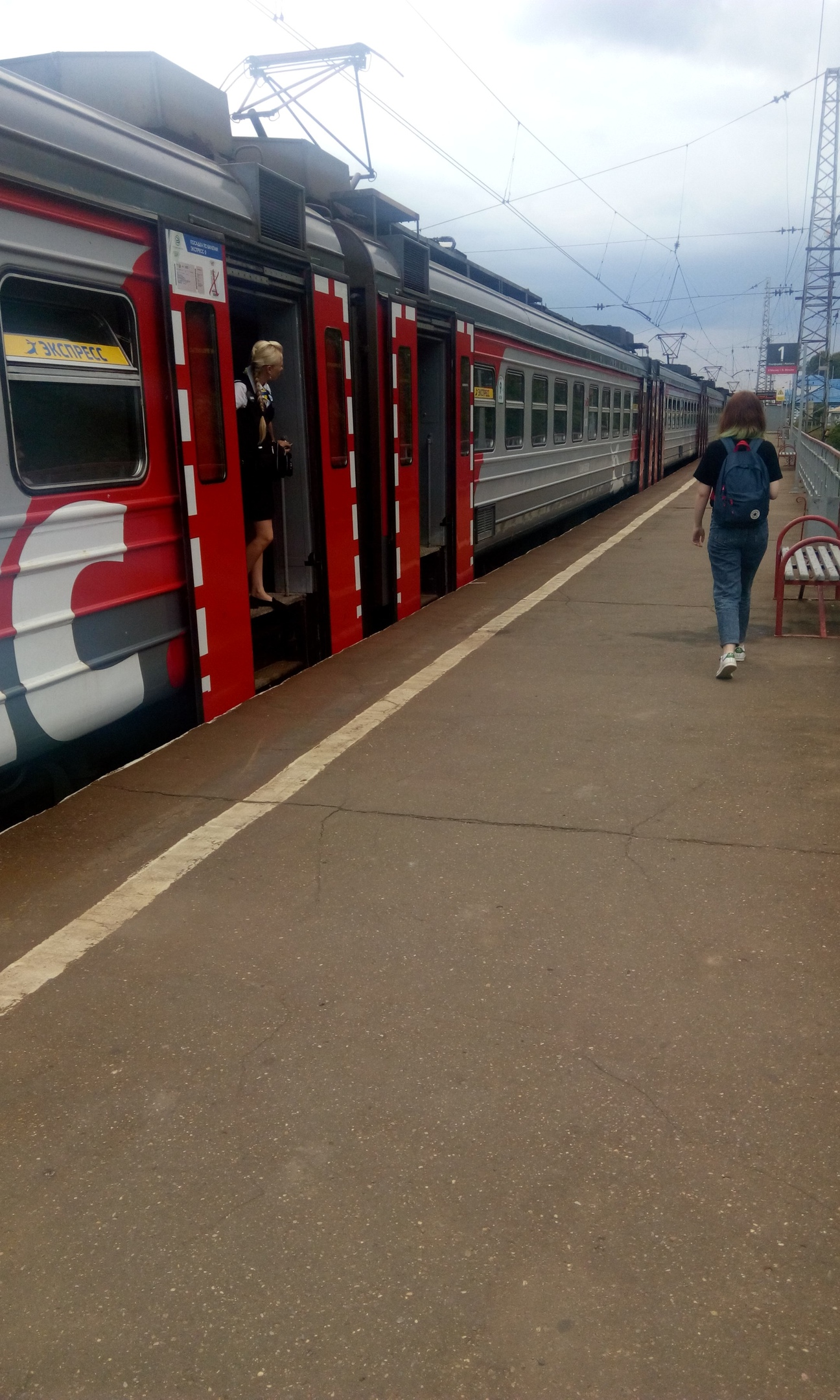
873Х «Пригородный экспресс» Александров — Москва
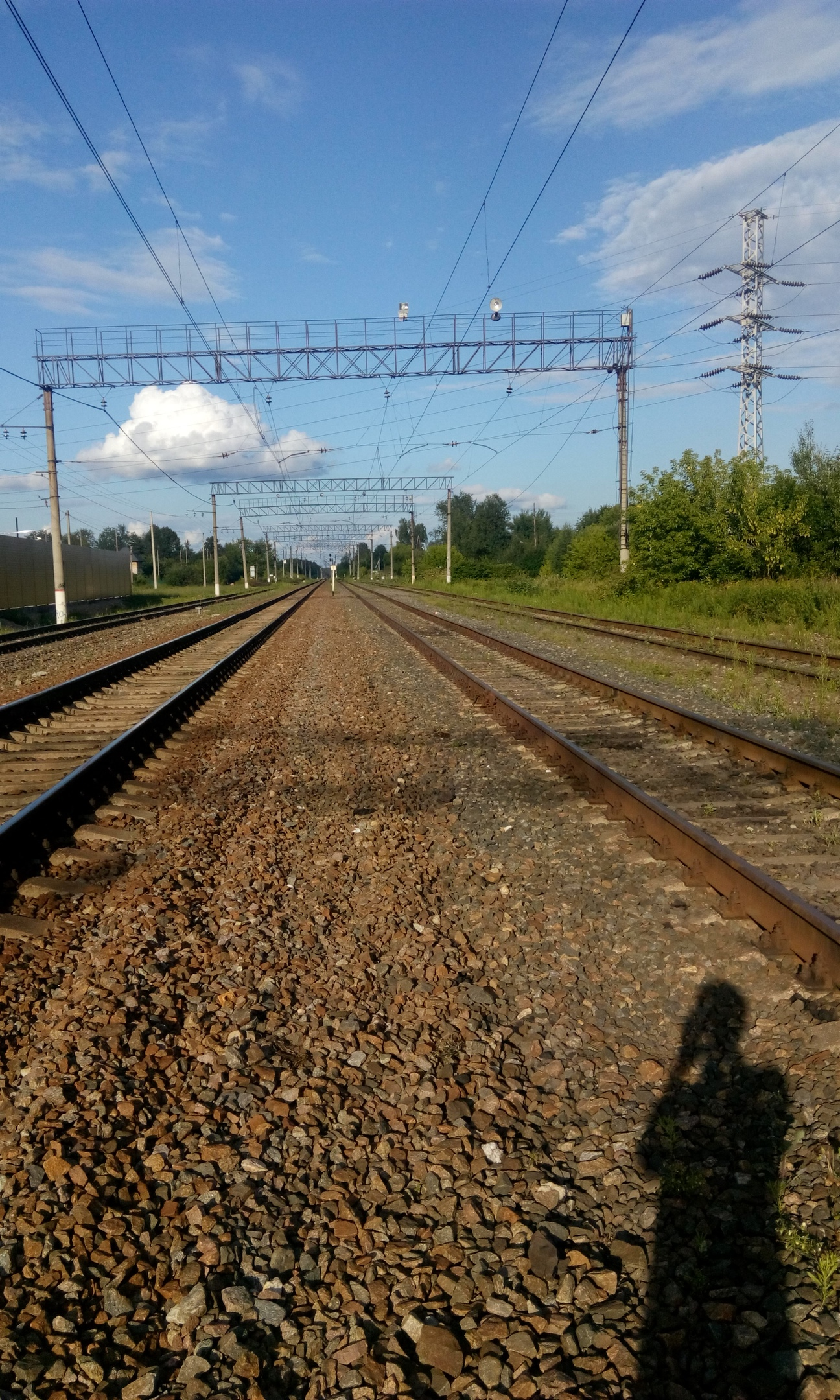
Софрино-Товарная
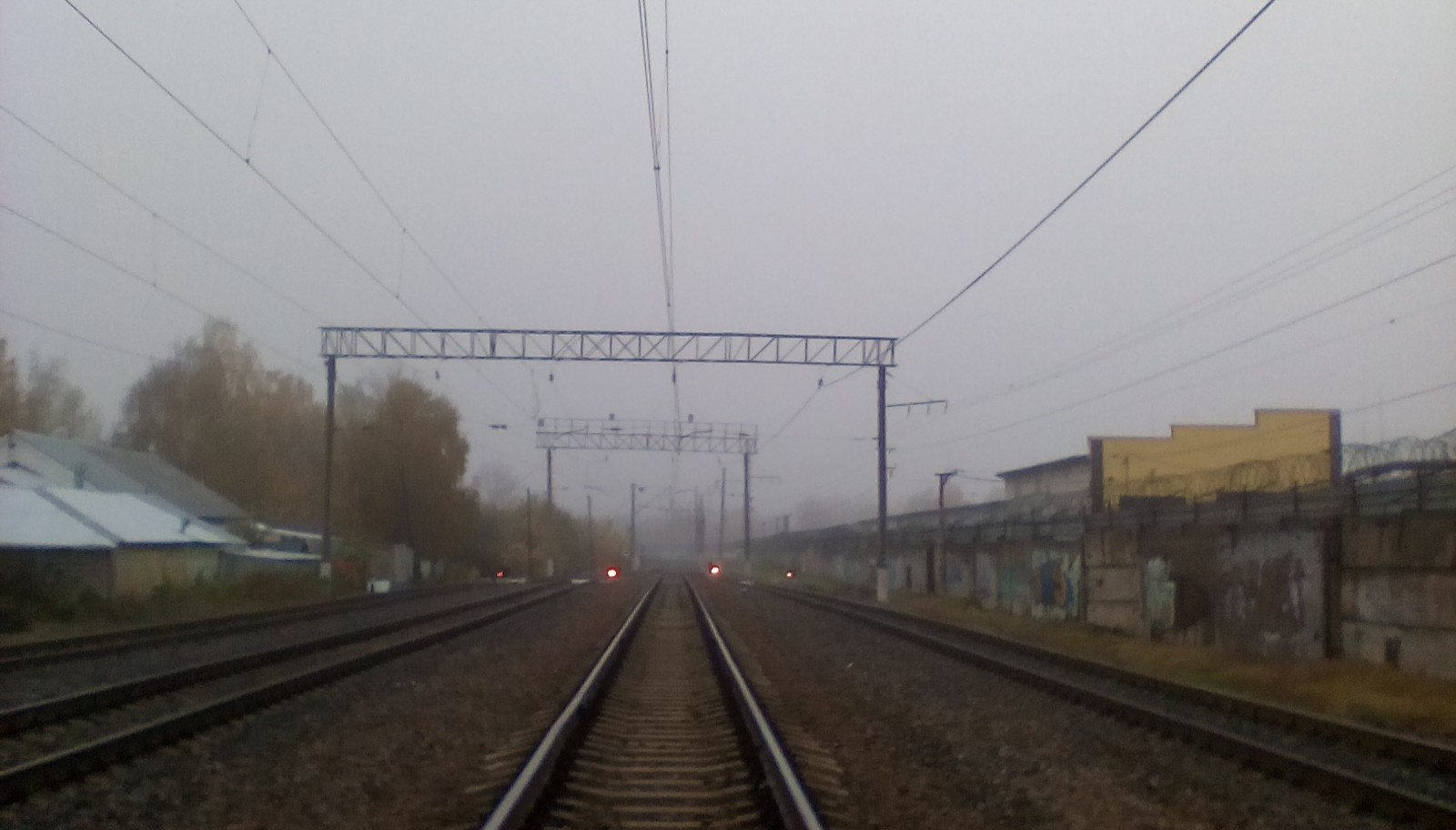
Софрино-Товарная, вид на горловину в сторону Москвы
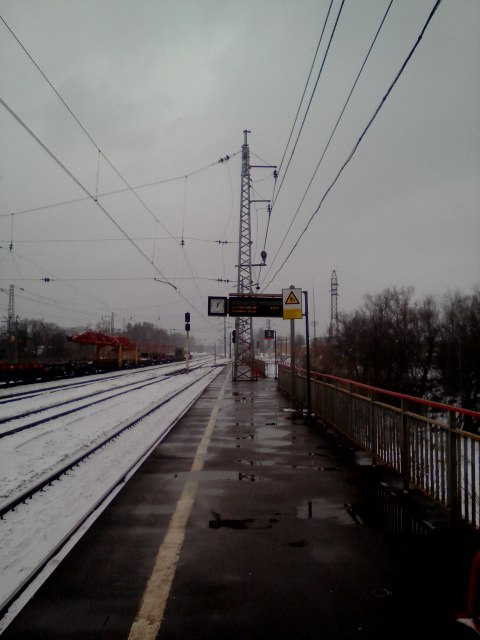
3-я платформа, вид в сторону Красноармейска

## Транспорт
У станции останавливаются следующие автобусы и микроавтобусы:
- 33 (ст. Софрино — Сергиев Посад),
- 34 (ст. Софрино — Воздвиженское — пл. Ашукинская — Воздвиженское — Мураново — Луговая)[6],
- 48 (ст. Пушкино — ст. Софрино — мкр. СЭМЗ),
- 50 (ст. Софрино — д. Нововоронино),
- 59 (ст. Софрино — Могильцы).